# Відрадне (Джанкойський район)
Відра́дне (до 1948 року — Вене́ра, крим. Venera) — село Джанкойського району Автономної Республіки Крим. Населення становить 94 особи. Орган місцевого самоврядування — Яркополенська сільська рада. Розташоване на півдні району.

## Географія
Відрадне — невеличке село на півдні району, у степовому Криму, при залізничній станції Відрадна, висота центру села над рівнем моря — 25 м. Сусідні села: Ярке Поле за 1,3 км на захід, Дібрівка за 0,5 км на південь та Тімірязєве за 1 км на схід. Відстань до райцентру — близько 10 кілометрів на північ.

## Історія
Селище Венера виникло на території німецького національного Тельманского району, мабуть, у передвоєнні роки, але ніяких документальних свідчень поки не знайдено. Указом Президії Верховної Ради РРФСР від 18 травня 1948 року, село Венера перейменували в Відрадне. 1 січня 1965 року, указом Президії ВР УРСР «Про внесення змін до адміністративного районування УРСР — по Кримській області», Відрадне включили до складу Джанкойського району .